# Русинов, Пётр Васильевич
Пётр Васи́льевич Руси́нов (13 января 1913, Большой Кугунур, Вятская губерния — 30 января 2000, Пятигорск, Ставропольский край) — советский военнослужащий, участник Великой Отечественной войны, полный кавалер ордена Славы, сапёр 44-го отдельного сапёрного батальона, красноармеец — на момент представления к награждению орденом Славы 1-й степени.

## Биография
Родился 13 января 1913 года в деревне Большой Кугунур (ныне — в Тужинском районе Кировской области). Окончил 2 класса. В 1935—1937 годах проходил службу в Красной Армии. Работал в колхозе кузнецом.
В июне 1941 года был вновь призван в армию. С августа того же года участвовал в боях с захватчиками на Калининском фронте. В ноябре в боях под городом Ржевом был ранен осколками мины, около года провёл в госпитале. После излечения вернулся на фронт. С мая 1944 года воевал сапёром 44-го отдельного сапёрного батальона 51-й стрелковой дивизии. Сражался на 1-м Прибалтийском, 2-м и 3-м Белорусских фронтах.
В ночь на 22 июня 1944 года у деревни Мазуры красноармеец Русинов под непрерывным артиллерийским огнём противника преодолел минное поле и проволочное заграждение и, увлекая бойцов, ворвался в траншею противника. Сапёры захватили важный рубеж и удерживали его до подхода стрелковых подразделений. Приказом по частям 51-й стрелковой дивизии № 83/н от 27 июня 1944 года красноармеец Русинов Пётр Васильевич награждён орденом Славы 3-й степени.
Ночью 8 сентября 1944 года юго-восточнее города Бауска красноармеец Русинов в составе разведывательного взвода, действуя в районе обороны 287-го стрелкового полка, подобрался к переднему краю противника и, обнаружив минное поле, проделал в нём проход для разведчиков. Приказом по войскам 4-й ударной армии № 570/н от 24 сентября 1944 года красноармеец Русинов Пётр Васильевич награждён орденом Славы 2-й степени.
В ночь на 21 января 1945 года южнее города Новогруд красноармеец Русинов, действуя составе группы разграждения, проделал проходы в минных полях и заграждениях противника в зоне обороны 287-го стрелкового полка. Под сильным огнём провел пехоту к траншеям и, двигаясь впереди боевых порядков, первым ворвался в траншею, из автомата уничтожил несколько противников. Был представлен к награждению орденом Отечественной войны 2-й степени, командиром дивизии статус награды был изменён.
Указом Президиума Верховного Совета СССР от 10 апреля 1945 года за образцовое выполнение боевых заданий командования на фронте борьбы с немецкими захватчиками и проявленные при этом доблесть и мужество красноармеец Русинов Пётр Васильевич награждён орденом Славы 1-й степени. Стал полным кавалером ордена Славы.
За подвиги в последних боях был награждён медалью «За отвагу». В 1945 году старшина П. В. Русинов был демобилизован.
Вернулся в родное село, работал в колхозе. Позднее переехал на юг, в посёлок Горячеводск Ставропольского края. До выхода на пенсию работал плотником в колхозе. Последние годы жил в городе Пятигорске Ставропольского края. Умер 30 января 2000 года.

## Награды
- орден Славы 1-й (10.4.1945)[1], 2-й (24.9.1944)[2] и 3-й (27.6.1944)[3] степени,
- орден Отечественной войны 1-й степени (6.4.1985)[4],
- медали, в том числе:
  - «За отвагу» (26.02.1945)[5],
  - «За боевые заслуги»[6].

## Память

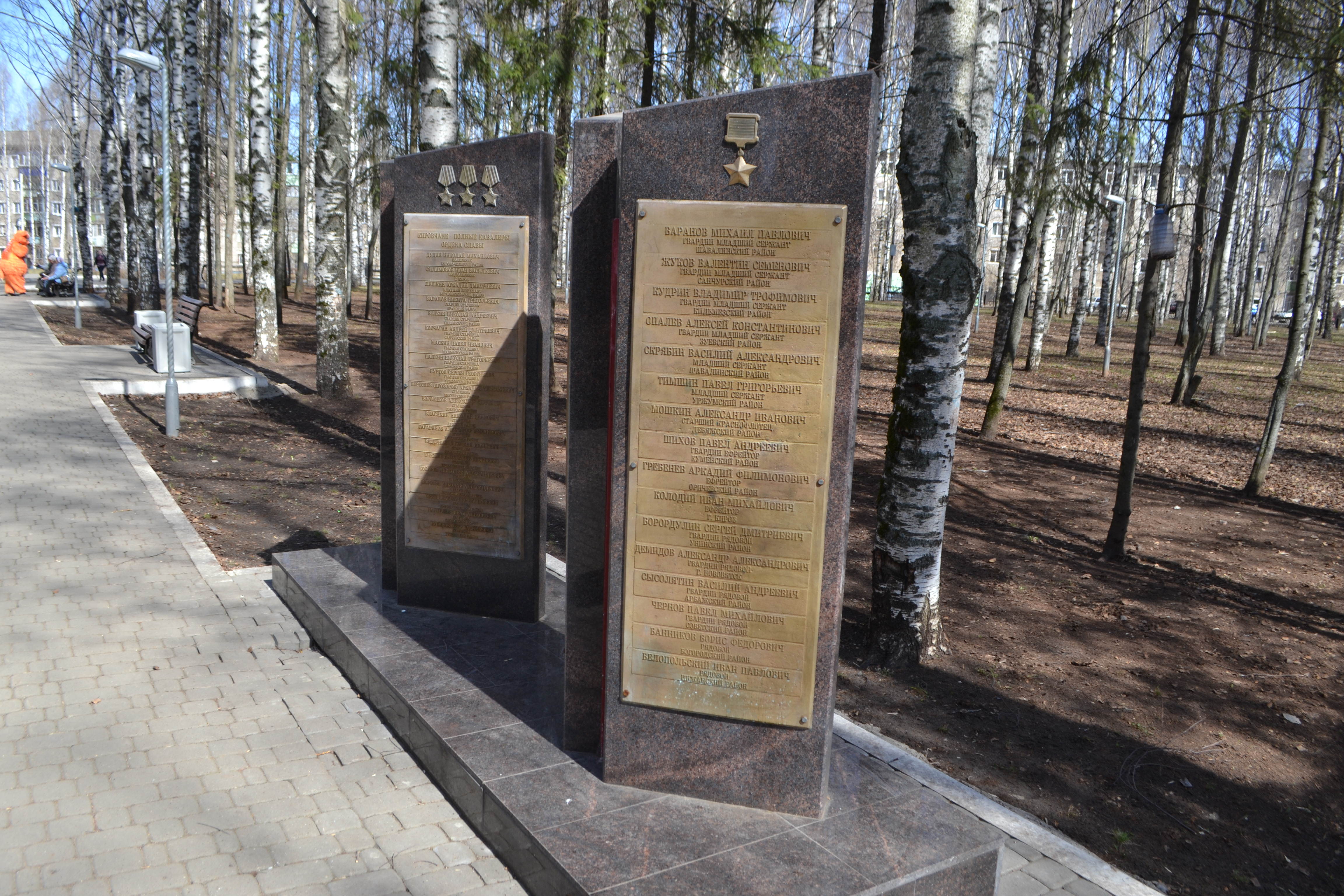
Имя Героя выбито на гранитной стеле на Аллее Славы в парке Победы города Кирова 2019.

- Имя Героя выбито на гранитной стеле на Аллее Славы в парке Победы города Кирова 2019.
- Имя П. В. Русинова увековечено на мемориале Героев в городе Пятигорск.